# 罗赫利茨
罗赫利茨（德語：Rochlitz，發音：[ˈʁɔxlɪts] ⓘ）是德国萨克森州中萨克森县的城市，面积23.76平方千米，2023年12月31日人口为5,716人。